# Campionati del mondo di ciclismo su strada 2010 - Gara in linea maschile Elite
La gara in linea Uomini Elite dei Campionati del mondo di ciclismo su strada 2010 è stata corsa il 3 ottobre in Australia, con partenza da Melbourne e arrivo a Geelong. È stato affrontato un percorso totale di 259,9 km vedendo, al termine di una gara durata 6h29'41", la vittoria di Thor Hushovd, primo norvegese a vincere il campionato mondiale di ciclismo professionistico.

## Squadre e corridori partecipanti
| N.      | Cod. | Squadra       |
| ------- | ---- | ------------- |
| 1-9     | AUS  | Australia     |
| 10-18   | ESP  | Spagna        |
| 19-27   | ITA  | Italia        |
| 28-36   | BEL  | Belgio        |
| 37-45   | USA  | Stati Uniti   |
| 46-54   | NED  | Paesi Bassi   |
| 55-63   | GER  | Germania      |
| 64-66   | LUX  | Lussemburgo   |
| 67-75   | RUS  | Russia        |
| 76-78   | NOR  | Norvegia      |
| 79-85   | SUI  | Svizzera      |
| 86-90   | KAZ  | Kazakhistan   |
| 91-97   | SLO  | Slovenia      |
| 98-104  | FRA  | Francia       |
| 105-107 | CAN  | Canada        |
| 108-110 | GBR  | Gran Bretagna |
| 111-112 | COL  | Colombia      |
| 113-118 | POL  | Polonia       |
| 119-120 | VEN  | Venezuela     |
| 121-126 | MAR  | Marocco       |

| N.      | Cod. | Squadra         |
| ------- | ---- | --------------- |
| 127-129 | JPN  | Giappone        |
| 130-132 | RSA  | Sud Africa      |
| 133-137 | POR  | Portogallo      |
| 138-142 | UKR  | Ukraina         |
| 143-148 | DEN  | Danimarca       |
| 149     | LTU  | Lituania        |
| 150-151 | CZE  | Repubblica Ceca |
| 152-154 | NZL  | Nuova Zelanda   |
| 155-157 | CRO  | Croazia         |
| 158     | BRA  | Brasile         |
| 159-160 | EST  | Estonia         |
| 161-163 | ARG  | Argentina       |
| 164-166 | IRL  | Irlanda         |
| 167-168 | SWE  | Svezia          |
| 169-170 | AUT  | Austria         |
| 171-172 | SRB  | Serbia          |
| 173-175 | SVK  | Slovacchia      |
| 176     | CHI  | Cile            |
| 177-178 | BLR  | Bielorussia     |

## Ordine d'arrivo (Top 10)

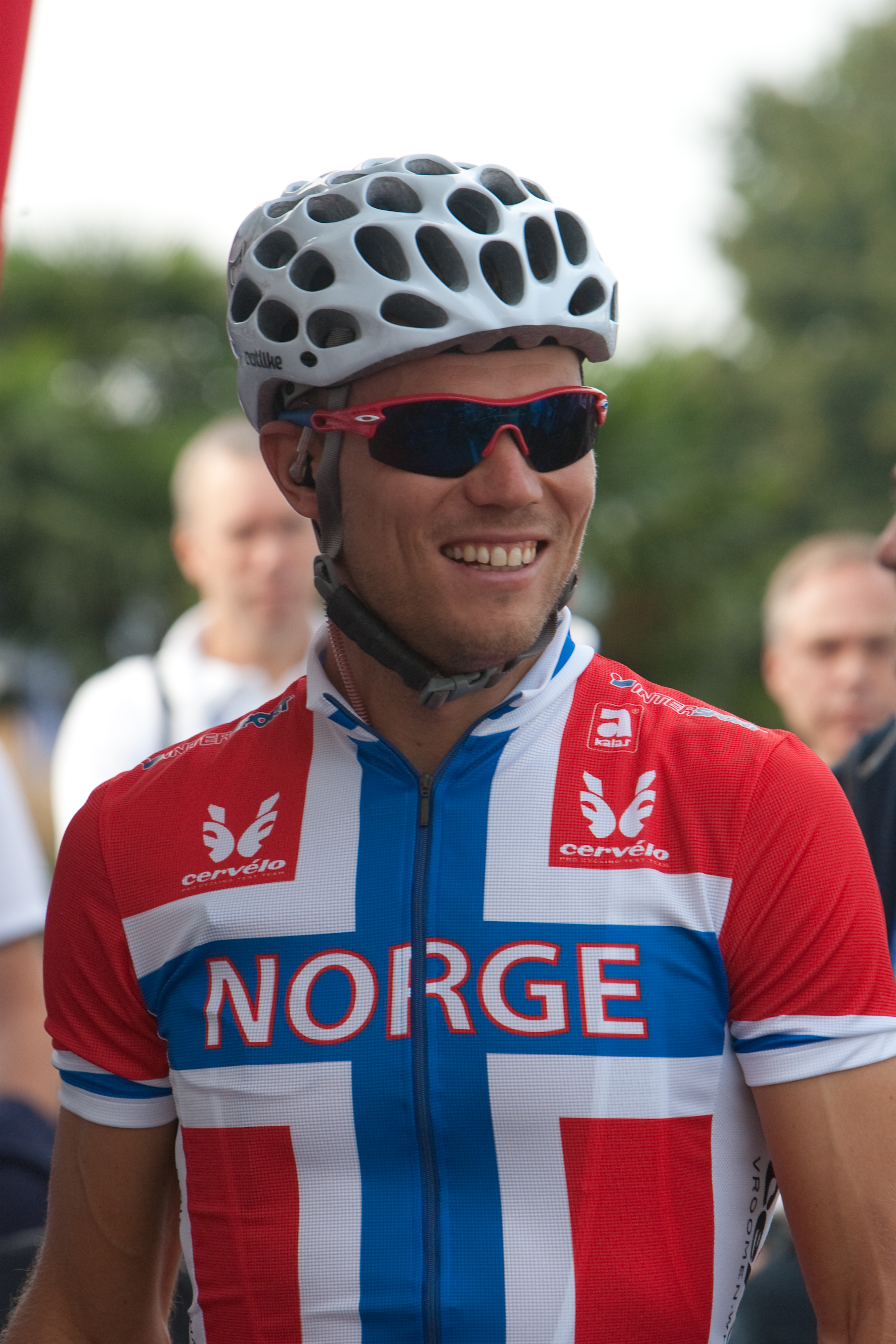
Thor Hushovd con la maglia nazionale

| Pos. | Corridore          | Squadra    | Tempo    |
| ---- | ------------------ | ---------- | -------- |
| 1    | Thor Hushovd       | Norvegia   | 6h21'49" |
| 2    | Matti Breschel     | Danimarca  | s.t.     |
| 3    | Allan Davis        | Australia  | s.t.     |
| 4    | Filippo Pozzato    | Italia     | s.t.     |
| 5    | Greg Van Avermaet  | Belgio     | s.t.     |
| 6    | Óscar Freire       | Spagna     | s.t.     |
| 7    | Aleksandr Kolobnev | Russia     | s.t.     |
| 8    | Asan Bazaev        | Kazakistan | s.t.     |
| 9    | Yukiya Arashiro    | Giappone   | s.t.     |
| 10   | Romain Feillu      | Francia    | s.t.     |